# Concerto pour violon de Bax
Le Concerto pour violon est un concerto pour violon et orchestre du compositeur britannique Arnold Bax, composé en 1938. Il s'agit de la seule œuvre concertante pour violon du compositeur.

## Contexte
Arnold Bax compose cette œuvre de 1937 à mars 1938, alors qu'il travaille sur sa Symphonie no 7. C'est d'abord Jascha Heifetz qui avait d'abord été pressenti comme soliste, mais selon le compositeur William Walton, Jascha Heifetz ne pensait pas que ce concerto lui conviendrait. Il l'a peut-être trouvé un peu trop virtuose et ne l'a probablement jamais joué. C'est en 1934 qu'Arnold Bax reçoit commande pour une nouvelle œuvre et propose son concerto à Henry Wood, qui dirigea plusieurs l'orchestre symphonique de la BBC avec Eda Kersey (en) comme violoniste soliste. Cette dernière meurt en 1944 et l'œuvre d'Arnold Bax n'a plus été jouée. Le compositeur comparaît cette œuvre à la musique de Joseph Joachim Raff, tandis que d'autres la comparait à celle de Felix Mendelssohn, dont le concerto pour violon a largement intégré le répertoire habituel. Arnold Bax a en effet écrit un concerto pour violon léger, mais qui n'est jamais devenu populaire. Cependant, il a été joué six fois lors des concerts des Proms de 1944 à 1983. Il a notamment repris comme motif un élément de sa sonate de Salzbourg qu'il n'a jamais terminé.